# Heiliggrabkirche (Bozen)

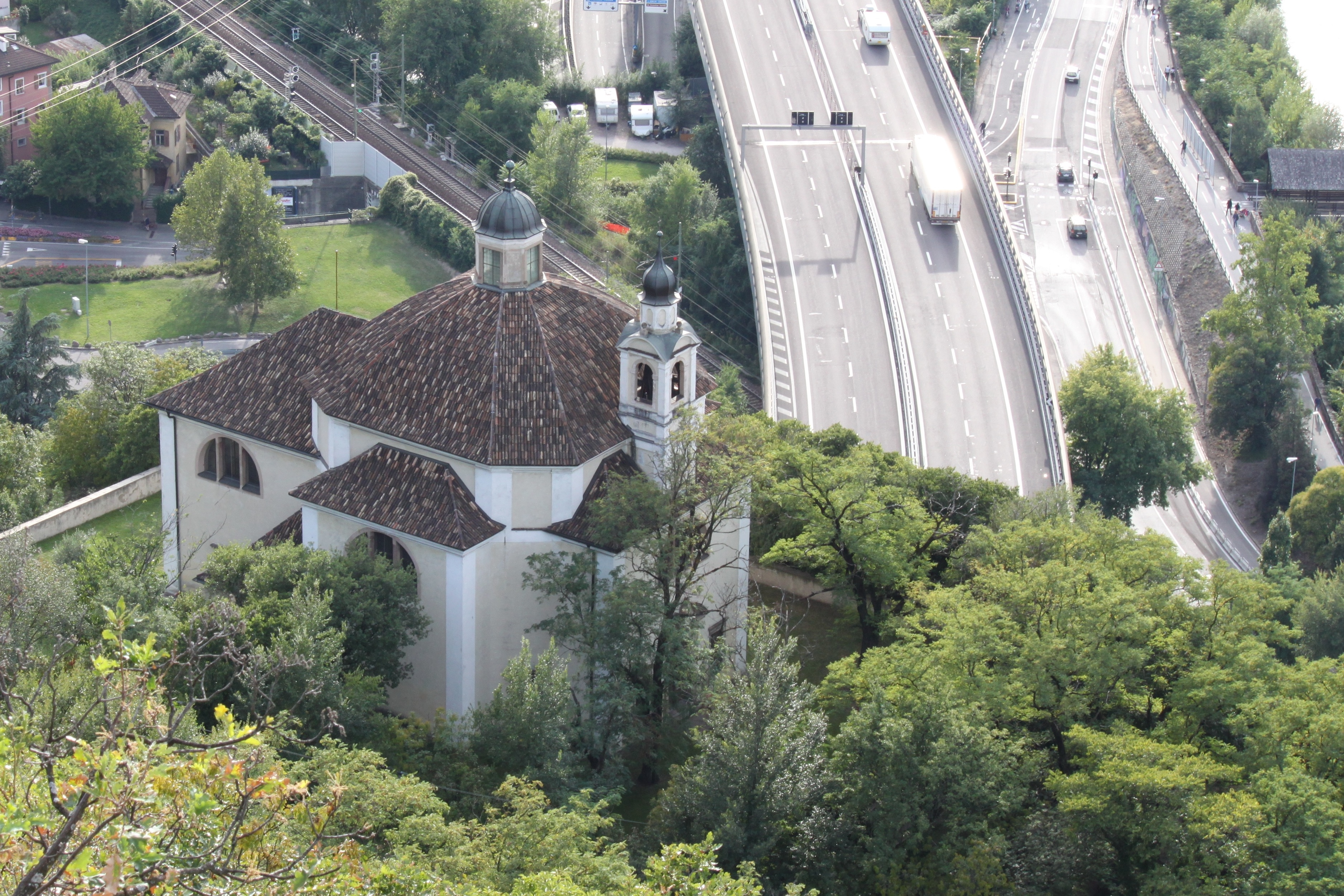
Heiliggrabkirche auf dem Virgl bei Bozen

Die Heiliggrabkirche ist eine römisch-katholische Kirche in der Südtiroler Landeshauptstadt Bozen. Als Kalvarienberg konzipiert, befindet sie sich auf dem südlich der Altstadt liegenden Hausberg Virgl und damit auf dem Gebiet der ehemals selbstständigen Landgemeinde Zwölfmalgreien.

## Geschichte

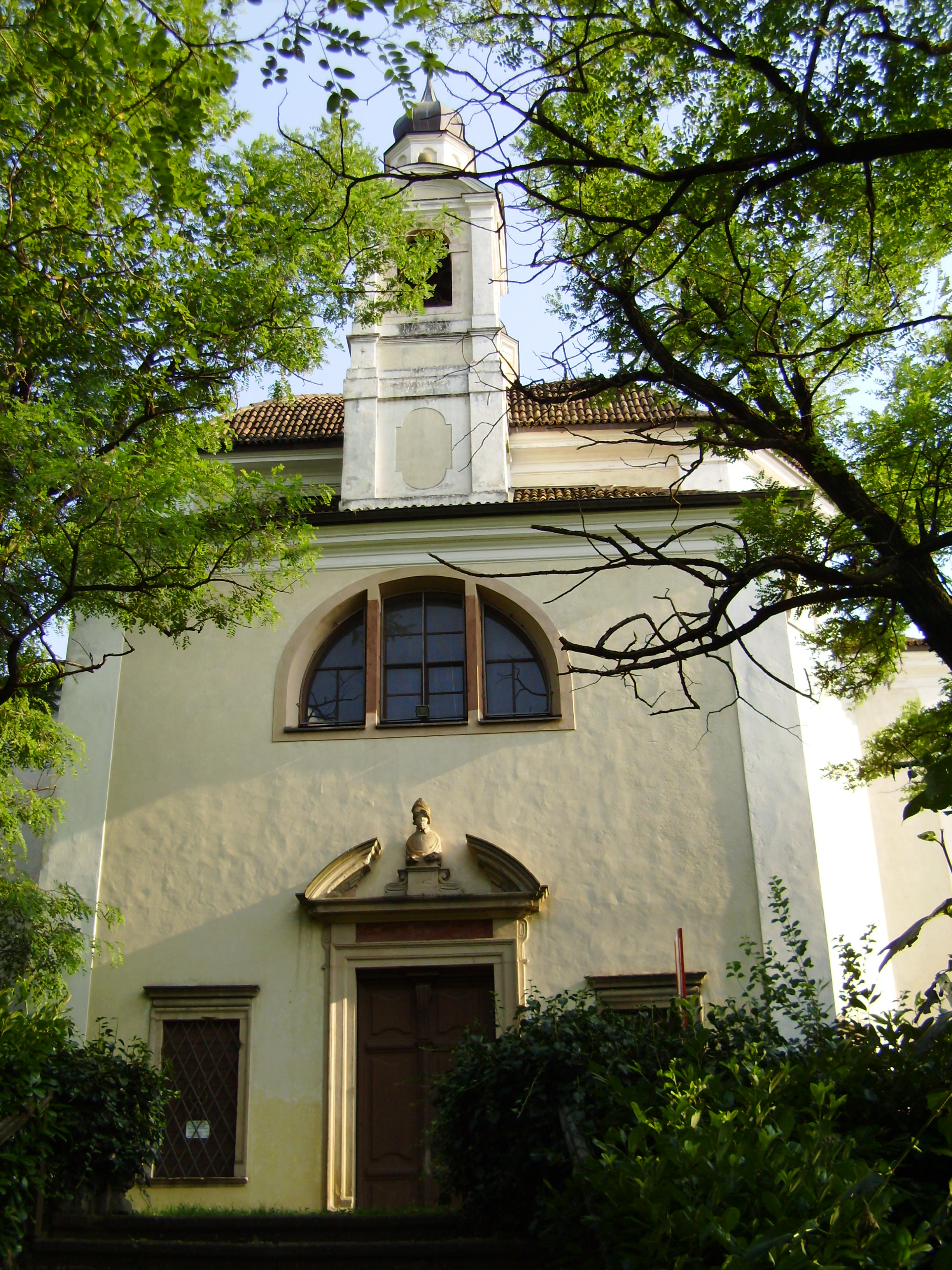
Nördliche Fassade

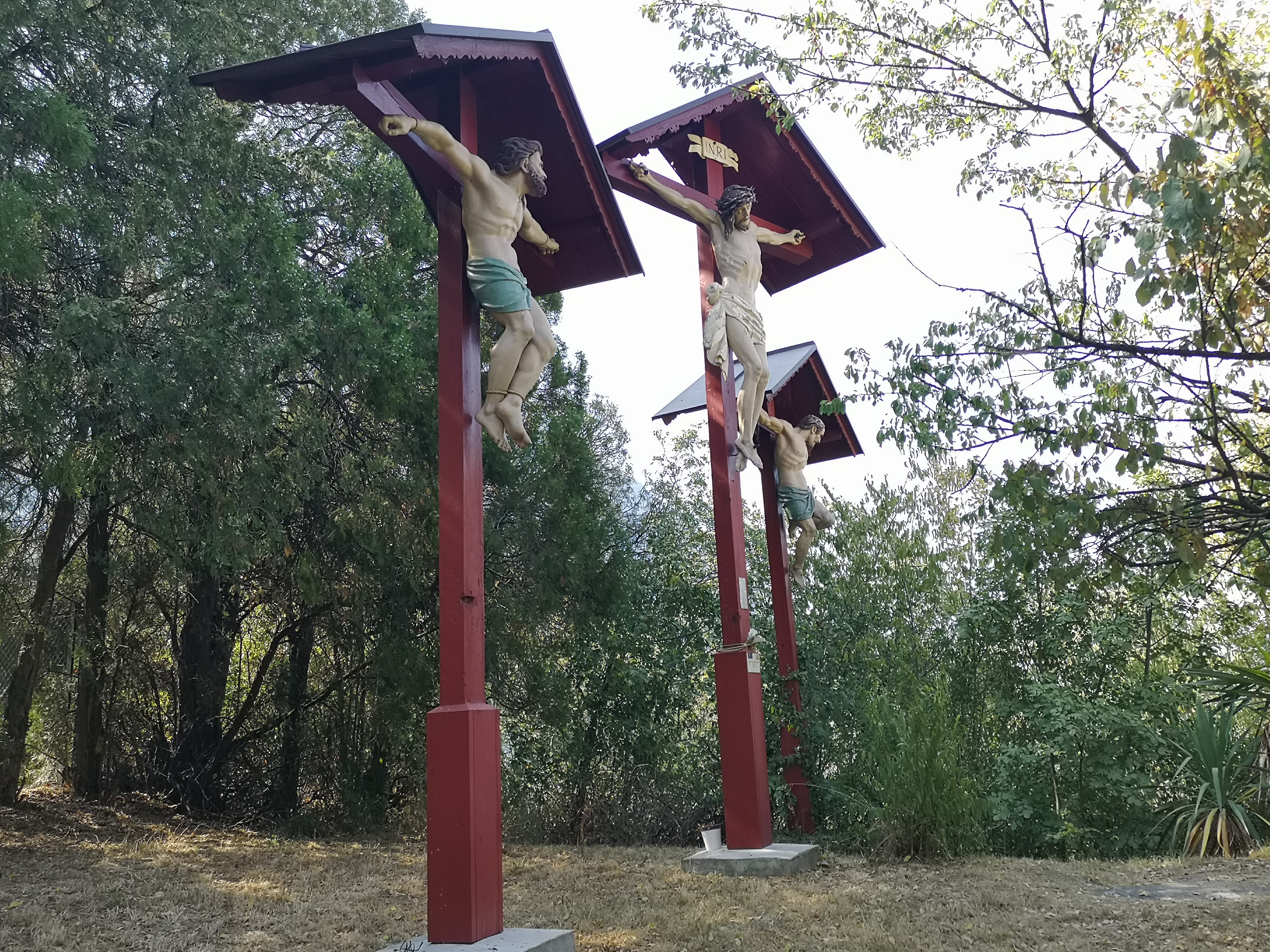
Kreuzigungsgruppe neben der Heiliggrabkirche

Im 17. Jahrhundert ließen zurückgekehrte Jerusalempilger, die unterwegs Nachbildungen des Heiligen Grabes Christi gesehen hatten, in Bozen ein Heiliges Grab mit einem kleinen Kirchlein darüber errichten. Dieses wurde abgerissen und am 8. Juli 1683 der Grundstein für eine neue barocke Kirche gelegt. Die Pläne stammen von den Brüdern Andrea Delai und Pietro Delai, die Ausführung übernahm Thomas Schlotterpeck. Nach einem Jahr war der Bau fertig, anschließend erfolgten im Inneren noch Putz- und Stuckarbeiten. Die Kirchweihe erfolgte am 2. Oktober 1685 durch Weihbischof Wilhelm von Vintler. Dabei wurde das Patrozinium von der benachbarten Vigiliuskapelle unter Weineck hierher übertragen.
Kaiser Joseph II. ließ 1786 die Kirche sperren, die erst 1827 wieder geöffnet werden konnte. Während des Zweiten Weltkriegs wurden durch Bomben Kirche und Kreuzwegstationen beschädigt. Das Südtiroler Landesdenkmalamt renovierte die Anlage, die seit 1977 unter Denkmalschutz steht, in den 1980er Jahren.
Der einst vielbesuchte Kalvarienberg ist heute weitgehend verlassen. Dazu trägt die ungünstige Verkehrssituation bei. Von der Innenstadt ist die Kirche durch Straße und Bahntrasse auf dem schmalen Landstück zwischen Eisack und Berghang abgeschnitten, direkt unter der Kirche verläuft ein Autobahntunnel.
Von 2014 bis 2016 wurden die 7 Stationskapellen auf der Via Crucis zur Grabeskirche grundlegend restauriert, die mannshohen barocken Figuren von Georg Mayr d. Ä. aus dem Jahr 1682 wurden wieder in die Kapellen eingesetzt, und stellen Szenen der Passion Jesu Christi dar.
1. Station: Abschied Jesu von Maria
2. Station: Ölbergszene
3. Station: Jesus vor Kajaphas
4. Station: Verspottungsszene
5. Station: Geißelungsszene
6. Station: Dornenkrönung
7. Kreuztragung

## Baubeschreibung
Sieben Kapellen mit Kreuzwegstationen führen von der inzwischen zerstörten Loretokapelle auf dem Virglweg steil zur Kirche hinauf, die weithin sichtbar am westlichen Hang des Virgl liegt. Einige der mit schlichten Rundbogenöffnungen ausgestatteten Wegkapellen wurden nach dem Zweiten Weltkrieg neu errichtet. Der Kreuzweg endet beim Heiligen Grab in der Kirche; daneben befindet sich eine Nachbildung von Golgota mit drei Kreuzen und den Figuren von Christus und den beiden Schächern, darunter liegt eine Grabkammer mit dem Leichnam Christi und der trauernden Gottesmutter.
Die Kirche selbst ist ein Zentralbau auf oktogonalem Grundriss mit Kuppel und Laterne über der Vierung. Der Zugang erfolgt von Norden über eine steinerne Freitreppe und ein Rechteckportal mit gesprengtem Giebel, flankiert von zwei Fenstern. Über der nördlichen Fassade erhebt sich ein kleiner Glockenturm. Der Chorraum im Süden schließt gerade ab und beherbergt das gemauerte Heilige Grab, dessen Zugang im Osten liegt. Weitere Portale an der Ost- und Westseite der Kirche führen direkt zum Heiligen Grab, Türen an den südlichen Schmalseiten der Querarme zu den dahinterliegenden Sakristeien.

## Kircheninneres
Die Kuppelfresken im Inneren von Gabriel Kessler und Johann Baptist Hueber stellen Szenen der Passion, der Auferstehung und der Himmelfahrt dar. Die Stuckaturen schuf in der Hauptsache Carlo Conseglio. Auffallend und ungewöhnlich sind lebensgroße Holzfiguren auf den Balkonen in Wandnischen, die die Passionsszenen veranschaulichen. Sie stammen aus den Kreuzwegkapellen und wurden 1689 von Georg Mayr aus Völs am Schlern geschaffen.

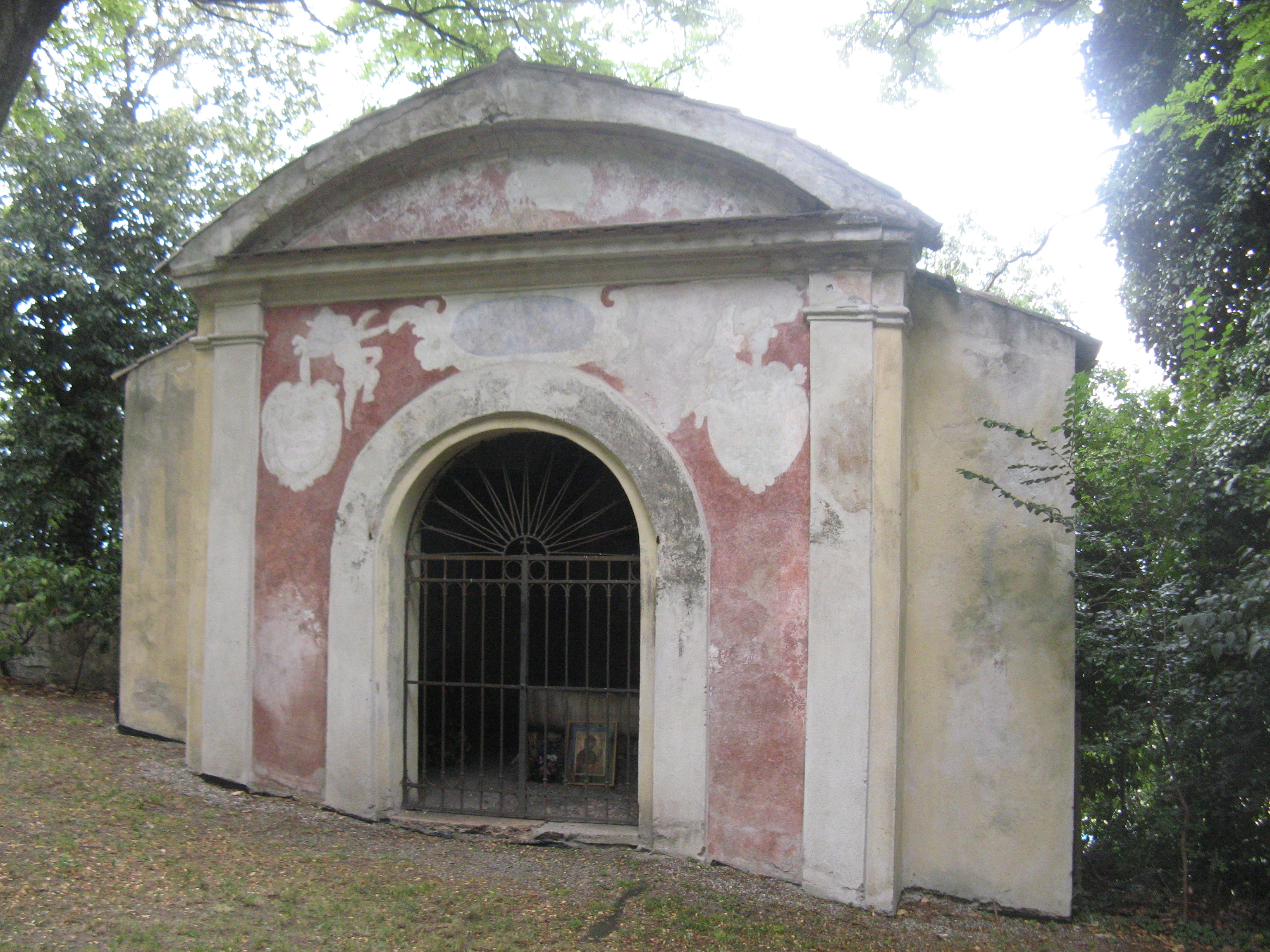
Kapelle mit Brunnen im Inneren vor der Kirche

## Kapelle
Vor der Kirche befindet sich eine Kapelle, deren Inneres als Grotte gestaltet ist. In ihr befindet sich eine bemerkenswerte Christusstatue von 1695, die als Brunnenfigur dient, wobei das Wasser aus dem Herzen Christi in die Brunnenschale fließt.